# Daniel Mond
Daniel Mond (född cirka 1925 - död 1973) är en av de genomgående karaktärerna i Simon Ravens romansvit Alms for Oblivion. Mond förekommer i tre av romanerna, såsom huvudperson i The Sabre Squadron (som utspelar sig 1952) och som en av huvudpersonerna i Places Where They Sing (som utspelar sig 1967) samt The Survivors (som utspelar sig 1973). Hans död och begravning avslutar hela sviten. Mond är en av de få genuint goda personer som förekommer i romansviten. Det kan vara värt notera att även den andra personen av judisk börd i handlingen (förläggaren Gregory Stern) skildras positivt. 

## Fiktiv biografi
Daniel Monds föräldrar var tyska judar som lämnade Tyskland och emigrerade till England under 20-talet. Mond föddes senare där. 1952 är han doktorand i matematik på Lancaster College i Cambridge och spås en lysande framtid. Långt senare (i The Survivors) beskrivs han rent av som "sin generations matematiker". I samband med sin avhandling åker Mond till Göttingen för att studera de beräkningar som gjorts av den framlidne tyske matematikern Dortmund. Parallellt med studierna blir han vän med Fielding Gray och dennes regemente, som är stationerat i staden. 
Mond skildras som en känslig person som lätt tar illa vid sig av psykiska och fysiska påfrestningar men som dock uppvisar stort moraliskt mod. Då han i samband med studierna kommit en fruktanvärd hemlighet på spåren försöker Gray och hans mannar lojalt smuggla ut Mond från Tyskland men han hamnar i fångenskap hos personer som vill pressa honom på det han fått ut av Dortmunds beräkningar. Mond, som inte vill låta någon få reda på hemligheten, försöker ta sitt liv genom att skära halsen av sig med sin pennkniv. Eftersom vapnet är just en pennkniv blir effekten inte den avsedda och Mond överlever men förlorar i stort sett sin röst och kan därefter endast kommunicera med viskningar. Det antyds att han även efter denna tragedi får hjälp av Greys regemente innan han kan återvända till Cambridge som en bruten man. Där ägnar han sig under de kommande åren åt stillsam undervisning i matematik och har givit upp alla större ambitioner inom den akademiska världen. 
Han blir god vän med Tom Llewyllyn som anländer till Lancaster College 1963. Llewyllyn kommer i någon mån även att vårda den med tiden mer och mer sjuklige Mond, som plågas av sina gamla halsskador och kanske även av andra sjukdomar även om detta inte nämns. Bland kollegerna är Mond allmänt omtyckt för sitt vänliga sätt och sin förmåga att medla i akademiska tvister. Mond utsätts för antisemitiska hatbrev under studentoroligheterna på Lancaster College 1967 men reagerar med upphöjd likgiltighet. Samma år möter han även Fielding Gray för första gången sedan 1952 och vädrar en viss bitterhet mot denne, dels för att Gray använde erfarenheterna från 1952 i en av sina romaner men kanske även för att han anser Gray kunde ha skyddat honom bättre. 
Hösten 1973 är Mond döende och åker till Venedig där Tom Llewellyn redan förberett för hans ankomst. Sin sista tid tillbringar Mond i Palazzo Albani i sällskap med Llewyllyn, Gray och flera andra personer i handlingen. Han dör ganska plötsligt och får sin sista viloplats i ett franciscanerkloster på en ö utanför staden. Hans begravning samlar ett stort antal gamla bekanta och utgör finalen på romansviten. 